# استدامة التخطيط الحضري
التخطيط الحضري هو محاولة تهيئة المناخ الذي يسمح للتجمعات بإيجاد الوسائل الضرورية لتحقيق إطار معيشي ملائم لسكانها، تتوفر فيه أسباب الراحة والرفاهية داخل المدن. بشكل عام عند إلحاق كلمة استدامة بمصطلح تخطيط حضري، المعنى المراد يكون أن التخطيط يتم برؤية استدامة. وقد تم التعارف على المصطلح في الكتب المتخصصة والدوريات لوصف توجه معين للتخطيط الحضري للمدن.

## التخطيط الحضري المستدام
التخطيط الحضري المستدام هو تطبيق لنظريات الاستدامة والمرونة في تصميم إدارة وتشغيل المجتمعات الحضرية. هناك العديد من المنظمات التي تدعم وتبحث في هذا التوجه للتخطيط الحضري منها منظمات حكومية وغير حكومية، ومؤسسات مهنية في جميع أنحاء العالم. يرتبط التخطيط المستدام بما يعرف بـ (المدن البيئية) المعروف أيضا بالعمران البيئي، الذي يهدف بالتحديد إلى جعل المدن مبنية على مبادئ صديقة للبيئة بينما تكون المدن مرنة في التصميم بحيث يتم حفظ الموارد من النفاذ من خلال التوزيع الملائم لها واستخدامها المناسب لمعالجة الاستهلاك العالمي للموارد البيئية الذي يمر بحالة اضطراب وسوء في التنظيم.
التخطيط الحضري «الأخضر» هو مصطلح آخر شائع للتخطيط الحضري المستدام. حيث أن التطوير المستدام هو مصطلح عام لجعل كل من التخطيط الحضري والاقتصاد أكثر استدامة لكن في الأساس هو لم يتم إنشاءه خصيصا للتخطيط الحضري للمدن. يهدف التخطيط المستدام لغلق الحلقة من خلال إلغاء الأثر البيئي لتطوير المدن من خلال توفير جميع احتياجاتها محليًا. حيث يشمل جميع جوانب الحلقة الإنتاجية ليضمن استدامة جميع المراحل، ويضمن التخطيط المستدام توفير احتياجات المدن من مياه وكهرباء وغذاء إلى جميع أجزائها، حيث كل ما تحتاجه المدن للعيش والاستقرار بشكل آمن وسِلميّ.

## التصميم الحضري مع الطبيعة، من قبل دوغ (2007)
ناقش المهندس المعماري ومخطط المدن دوغ فار تصميم المدن لتصبح ملائمة للمشي، جنبًا إلى جنب مع جميع عناصر التخطيط البيئي للمدن، والبنية التحتية المستدامة، وذهب أعمق من ذلك محاولًا غلق دائرة احتياجات المدن وتوفيرها في داخلها بهدف تحسين نوعية الحياة من خلال توفير الاحتياجات من الموارد من مسافة قريبة وزيادة جودة المنتجات المقدمة.

## مقارنة بين مبادئ مماثلة
التخطيط الحضري «الجديد»: يعتمد على التعريف الذي قدمه فار للتخطيط الحضري للمدن والذي يدور حول تقريب مصادر من بعضها واستخدام طعام ذات جودة عالية، واستخدام الموارد بطريقة فعالة يسهل توفرها للحصول على جميع الاحتياجات من مسافة قريبة يمكن سيرها. الانتقاد الموجه للتخطيط الحضري الجديد يكمن في محاولته لتطبيق التخطيط المستخدم في القرن التاسع عشر على مدن القرن الحادي والعشرين وانه يستثني التنوع الاقتصادي من خلال إيجاد أماكن للعيش باهظة الثمن لا يمكن للجميع تحمل نفقاتها.
- النمو «الذكي»: يتجه كما يتصور المخططون للمساعدة في توفير أكبر فرص ممكنة للعمل في المدن، ولكنه على الأغلب سيترك المدن بدون أي اخساس بالمكان. بينما التخطيط الحضري الجديد يعمل على شمل هذا البند في مبادئه ولكنه لا يعد التوجه الرئيسي والمحرك له والذي سيقود إلى إيجاد مدن ومجتمعات معتمدة على طاقتها الذاتية. أما المدن البيئية فان توجهها يكون مكملا لهذين المنهجين من حيث نقاط القوة والضعف
- التخطيط الحضري «الأخضر» يحتوي على نفس الأفكار ويشارك التخطيط المستدام في مبادئه. حيث يركز كلاهما على التصميم الذي يتماشى مع الطبيعة، بالإضافة إلى تشكيل مجتمعات تعيش نمط حياة أفضل.تعتمد مبادئ التخطيط الأخضر على الإطار الصفري الثلاثي: صفر في استخدام الطاقة من الوقود الأحفوري، صفر في النفايات، وصفر في الانبعاثات. من ناحية أخرى يركز التخطيط المستدام على تصميم مدن قابلة للمشي وتوفر خدمات مواصلات عامة حتى يتمكن ساكنوها من توفير احتياجاتهم اليومية.

## تحديد عناصر التخطيط الحضري المستدام

### التراص
التراص أو الكثافة تلعب دورا مهما في التخطيط المستدام لأنها تدعم التقليل من استخدام المصادر وتستفيد من خدمات المواصلات العامة. متوسط كثافة المجتمعات في الولايات المتحدة الأمريكية يقدر بوحدتين سكنيتين للدنم الواحد وهي قليلة جدا لتدعم مبادئ المشي والمواصلات العامة. الكثافة القليلة هي إحدى خصائص التوسع الحضري وهو سبب رئيسي للاعتماد على السيارات الخاصة، والبنية التحتية غير الفعالة، وزيادة السمنة وفقدان الأراضي الزراعية والموائل الطبيعية، وزيادة التلوث.
لهذه الأسباب يدعم التخطيط المستدام أربعة أضعاف هذه الكثافة.
بشكل عام فان التراص يولد تلوث أقل للبيئة الطبيعية. أظهرت الأبحاث أن المناطق ذات الكثافة المنخفضة يؤدي إلى زيادة التلويث للمصادر عبر زيادة استهلاك الأماكن المفتوحة بينما تعمل زيادة الكثافة على حماية مصادر المياه علة المستويات الإقليمية حيث تعمل على تغطيتها وتأمينها وبالتالي حمايتها مما يحقق مبادئ توفير المياه من أماكن قريبة لتوفير احتياجات المدن.
كما يدعم زيادة الكثافة فعالية أنظمة المواصلات العامة وخدماتها.مما يزيد من زيادة الخدمات عند محطات توقف المواصلات العامة وممراتها مما يشجع على استخدامها وبالتالي يقلل استخدام السيارات وتقليل التلوث الصادر منها.

### Biophilia
اُسْتُحْدِث هذا المصطلح بواسطة ويلسن، الذي يشير إلى علاقة الإنسان بالأنظمة الحية الأخرى.وفي هذا المفهوم أيضا يلتزم الإنسان بحماية الطبيعة.في كتاب فار التخطيط الحضري المستدام: التصميم مع الطبيعة، ربط وجود الأماكن المفتوحة كالحدائق والمتنزهات وأماكن التجمع، والإنتاج الغذائ المستدام واستخدام الأراضي الزراعية باهتمامات الإنسان وعلاقته مع الطبيعة.

### الممرات المستدامة
تتشابه مع ممرات الحياة البرية التي تقوم بربط منطقة بمنطقة أخرى بطريقة فعالة ورخيصة وآمنة.بحيث يمكن للأشخاص الانتقال من منطقتهم إلى المناطق الأخرى بدون الاعتماد على السيارات. وتعتمد أيضا على توفير المواصلات العامة بطريقة فعالة بحيث تصبح الخيار الأفضل للسكان للانتقال من منطقة إلى أخرى.تشمل الممرات المستدامة ممرات التنوع التي تسمح بالتحرك حول المدن والمجتمعات.

### مباني عالية الأداء
تم تصميم المباني عالية الأداء لزيادة توفير الطاقة ولتقليل تأثير عملية الإنشاء والتشغيل.حيث يستهلك إنشاء المباني وتشغيلها كمية هائلة جدا من الموارد والطاقة ويزيد من التلوث. تعمل المباني عالية الأداء على التقيل من التلوث وجعل الأبنية أقل ضررا
يتم تحديد كمية الطاقة المستخدمة للمبنى بواسطة نوعين من الأحمال التدفئة / التبريد أو بعبارة أخرى من كمية التسخين أو التبريد اللازمة للحفاظ على الداخل في درجة حرارة معقولة.
- الأحمال الداخلية: الإضاءة، والناس، والمعدات، ونظام التهوية المستخدمة داخل المبنى.
- الأحمال الخارجية: بناء الجدران والسقوف، والنوافذ، وكيف أن يؤثر تدفق الطاقة.

من خلال دمج المواد السليمة بيئيا والأنظمة البيئية، وتحسين نوعية الهواء الداخلي، واستخدام الإضاءة الطبيعية أو عالية الكفاءة، يتم التقليل من تأثير الأبنية على محيطها الطبيعي، بالإضافة إلى ذلك، أولئك الذين يعملون أو يعيشون في هذه المباني يستفيدون بصورة مباشرة من هذه الاختلافات. وأفاد بعض أصحاب المباني من زيادة إنتاجية العمال نتيجة لتحسن الأوضاع. وهذه المزايا أكثر صعوبة لتحديد من توفير في الطاقة مباشرة، لأن القيمة الحقيقية لمبان عالية الأداء يساء فهمها غالبا ويمكن التقليل من التكاليف المادية من خلال الإعفاءات والتسهيلات من تكاليف البلدية والإقليمية والاستحقاقات.

#### مزايا وفوائد المباني عالية الأداء

##### كفاءة الطاقة /استخدام موارد الطاقة النظيفة
الحد من استخدام الطاقة والطلب عليها من خلال تقنيات الطاقة الشمسية وتصميم المبنى المتكامل. هذه العملية تبدو في الاتجاه الأمثل ويزيد من الكفاءة الحرارية لغلاف المبنى (النوافذ والجدران والسقف) مع الأخذ في الاعتبار أيضا تفاعل التكييف، والإضاءة، وأنظمة التحكم. التصميم المتكامل يستخدم ضوء النهار للحد من الطلب على الكهرباء، ويشتمل على الإضاءة الموفرة للطاقة، والمحركات، والمعدات. حيثما كان ذلك ممكنا، يتم استخدام مصادر الطاقة المتجددة مثل الخلايا الضوئية، والماء الساخن بالطاقة الشمسية، وتبادل الطاقة الحرارية الأرضية جنبا إلى جنب مع غيرها من التكنولوجيات منخفضة الانبعاثات، مثل خلايا الوقود. وهذا يؤدي إلى توفير في التكاليف المباشرة الطاقة (الكهرباء والوقود) العائد على معدل جيد على أساس الاستثمار الأولي. الفوائد الخارجية الأخرى تشمل تحسين نوعية الهواء من خفض استهلاك الوقود (الحد من أكسيد النيتروز وثاني أكسيد الكبريت والميثان والغازات الأخرى التي تساهم في تلوث الهواء). وبالإضافة إلى ذلك، الحد من إجمالي الأحمال الكهربائية الكلي الذي يقلل بشكل ملحوظ من انبعاثات غاز ثاني أكسيد الكربون.

##### البيئة الداخلية المحسنة
تحسين نوعية الهواء الداخلي عن طريق القضاء على الانبعاثات غير الصحية - مثل المركبات العضوية المتطايرة - من مواد البناء، والمنتجات، والمفروشات، والتقنيات من خلال تصفية وتوزيع خارجي لتلك الملوثات والسيطرة عليها، وتحقيق الاستفادة القصوى من ضوء النهار، ومن ثم يمكن زيادتها بواسطة توفير جودة عالية للإضاءة الصناعية. تقدم سيطرة صوتية جيدة. تؤدي إلى مباني عالية الأداء تساعد في معالجة مجموعة واسعة من الاهتمامات في الموارد البشرية من خلال تحسين الجودة الشاملة للبيئة الداخلية. وبالإضافة إلى ذلك، الانتباه إلى جودة المبنى الآن يساعد على تجنب التكاليف المستقبلية من التصحيحات. فعندما يوفر المبنى البيئة الصحية للمستخدمين يحافظ عليهم ويوفر وسائل الراحة للموظفين، في المقابل خفض التغيب عن العمل

##### الحد من المصادر، ومنع التلوث وإعادة التدوير
الموارد المتجددة، هي في حد ذاتها قابلة لإعادة التدوير، والتي تم تصنيعها بطريقة أقل ضررا على البيئة. تنفيذ منع القاء النفايات من المواد اللازمة لإعادة التدوير، وإنقاذها، أو التخلص منها بطرق مناسبة. ومنع استنزاف الموارد الطبيعية دون الحاجة الأكيدة لها، مما سوف يقلل من استخدام الهواء والماء، وتلوث التربة. وسوف يعزز أيضا في السوق المواد معاد تدويرها، وصناعة المنتجات المعاد استخدامها على المدى الطويل، ويمكن تحسين إدارة النفايات وخفض تكاليف التخلص من النفايات، وتخفيف الضغط على مقالب القمامة، والتقليل من كلفة نقل النفايات إلى مرافق التخلص من خارج المدينة.

##### إدارة المصادر في تشغيل المباني
التصميم بطرق تعزز التشغيل الجيد للمباني: تدابير المحافظة على المياه، وخلق مساحة لإعادة تدوير النفايات كل يوم، وتحسين ممارسات التدبير المنزلي من خلال استخدام منتجات التنظيف حميدة والتنظيف أكثر كفاءة والبروتوكولات الصيانة. وتدابير حفظ المياه مساعدة في الحفاظ على جودة المياه في المدينة وتجنب التكاليف المحتملة في المستقبل عن طريق تخفيض الأحمال الكلية في تنقية المياه وأنظمة معالجة.

#### العوائق التي تحول دون بناء عالية الأداء
نقص عام في المعرفة في مجال صناعة البنية عالية الأداء والجهل في المردود السريع للتكلفة للاستثمار في التكنولوجيات المستدامة. وهناك عقبات تنظيمية عديدة.

#### البنية التحتية للمباني عالية الأداء

##### تحسين المكونات
يمكن تحسين مستوى التفاصيل لتحسين الأداء، وتقليل الأثر البيئي، واستخدام المواد بصورة أكثر كفاءة أو تمديد دورة حياة. ومن الأمثلة على ذلك باستخدام مواد الأسمنت المستصلحة التكميلية لزيادة قوة الرصيف أو تصميم المناظر الطبيعية ذات الكفاءة المائية للحد من احتياجات الري واستهلاك المياه.

##### التحسينات متعددة الوظائف
تحسين مكون واحد لا يحسن النظام برمته في مكان، ولذلك يجب أن يشمل التحسين النظام بكامل أجزائه ويمكن تحقيق ذلك بعدة طرق منها تعدد الوظائف للجزء الواحد. وهذا يمكن أن يؤدي إلى تحقيق توفير على المدى الطويل وتحسين الأداء ودورة الحياة، مثال واحد يستخدم الرصيف منفذة للحد من جريان مياه الأمطار وذروة الطلب على البنية التحتية لإدارة مياه الأمطار في الوقت الذي توفر سطح القيادة كافية للسيارات.

##### التصميم المتكامل
التصميم الموجه من قبل الأنظمة المستخدمة يركز على تحسين أداء نظام الطريق كله. فهو يتطلب العمل الجماعي المتعدد التخصصات في عمليات التخطيط والفحص والتصميم ومراحل البناء. ويشجع على إدخال تحسينات الأداء الشامل، والمركبات، ويقدم فوائد بيئية محتملة وتوفير كبير في التكاليف.

## أمثلة على التخطيط الحضري المستدام
1-نوينغاتون، سيدني، أستراليا
إحدى ضواحي غرب أستراليا، احتضنت دورة الألعاب الأولمبية لصيف عام 2000. تم بناؤها على أرض ترابية وتم تطويرها من قبل اتحاد القرية (ميرفاك يند) وانتهت العملية في عام 1999 ولكن عملية التطوير فيها لم تتوقف حتى الآن. بعد دورة الألعاب التي أقيمت فيها أصبحت تعرف بسوق أستراليا للمنتجات الخضراء وأصبحت تعتمد بشكل رئيسي على طاقة أشعة الشمس وتضم ما يقارب 5000 شخص. لكن للأسف عملية التنمية فشلت في إنشاء أحياء قابلة للمشي بل اعتمد التنقل في المدينة على السيارات بشكل رئيسي.

### أهم مبادئ الاستدامة المطبقة فيها:

#### 1-مباني عالية الأداء
تم استخدام الألواح الشمسية في كل منزل حيث عندما تم انشائها كانت أكبر مدينة في العالم تعتمد على الطاقة الشمسية، حيث تعمل هذه الخلايا على منع ما يقارب 1309 طن من غاز ثاني أكسيد الكربون من دخول الغلاف الجوي سنويا أي ما يعادل ازالة انبعاثات 262 سيارة من الجو. وتم استخدام كاسرات شمسية ومواد عزل مثل الصوف الصخري وتم تركيب أنظمة تعمل على توفير المياه لينتج بذلك استهلاك أقل بنسبة 50% من المنازل التقليدية.

#### 2- الممرات المستدامة وbiophilia
90% من النباتات المزروعة في المنطقة هي نباتات محلية. 21 ألف دونم من الموقع تم دمجها مع الحدائق العامة. 40% من مياه الأمطار تتسرب إلى داخل التربة لتغذي الأنابيب الموجودة تحت الأرض لحصد المياه. بالضافة لذلك تم إعادة تأهيل Haslams Creek من كونها قناة من الاسمنت إلى قناة طبيعية لمجرى المياه.
2-دونغتان، شنغهاي، الصين
دونغتان هو تطور في شرق جزيرة تشونغ مينغ، وهو تقريبا رحلة لمدة ساعة من وسط مدينة شنغهاي. وكان من المقرر بأنها «المدينة البيئية الأولى في العالم»، في محاولة لتصبح مكتفية ذاتيا من الطاقة، خالية من الكربون، ومعظمها خالية من السيارات وتضم المدينة البيئية 500000 نسمة. من المفترض أن المرحلة الأولى من تطوير لاستكمال بحلول عام 2010، وتطوير كامل بحلول عام 2050، لكن تم تأجيل المشروع دونغتان اجل غير مسمى بسبب القضايا المالية وأمور أخرى

### أهم مبادئ الاستدامة المطبقة فيها

##### 1- التراص
من المقرر لدونغتان تحقيق كثافة 84-112 من الناس للدونم الواحد، والتي سوف تدعم كفاءة وسائل النقل الجماعي، والبنية التحتية الاجتماعية، وتزيد من فرص العمل. ومعظم المنازل فيها مباني السكنية تتركز حول وسط المدينة. وسوف تنتشر الحدائق والبحيرات وغيرها من المساحات المفتوحة العامة حول الأحياء.

##### 2-مباني عالية الأداء
تم تصميم دونغتان للاستفادة من مختلف أنواع الطاقة المتجددة، وتقترب من كونها محايدة لانبعاث الكربون. وتوربينات الرياح والألواح الشمسية تنتج معظم طاقة دونغتان التي ستحتاجها. الجزء الأكثر طموحا من البنية التحتية للطاقة هي التوليد المشترك للحرارة وقوة نظام، هو تحويل النفايات من مختلف المصادر الى الطاقة، بما في ذلك مياه الصرف الصحي من النفايات، والسماد العضوي مثل قشور الأرز.

## الانتقادات الموجهة للتخطيط الحضري المستدام
ليس هناك الكثير مما تم انتقاده في العمران المستدام، ولكن هناك انتقادات من العمران «الجديد». ويقول منتقدون أن العمران الجديد هو الحنين للغاية والتصاميم تبدو مصطنعة. ويقول المنتقدون أيضا أن العمران الجديد قد فشل إلى حد كبير في تحقيق أهدافه في التنوع، كما أن أفكاره تجذب السكان الأغنياء هناك هم من المهنيين الذين يشعرون بالقلق من أن استخدام «العمران المستدام» كتسمية يخاطر بالحط من مصطلح «الاستدامة»، مع وصفهم التطورات باعتبارها أمثلة على «العمران المستدام»، الذي، في حين أنه أفضل بكثير من التنمية الحديثة، ليست مستدامة حقا وفقا للتعريف بروندتلاند للاستدامة. أيضا، في حين أن العمران الجديد يحتوي على العديد من الأفكار الجذابة، قد يجدون صعوبة في التعامل مع مجموعة واسعة من القضايا المعاصرة، بما في ذلك جدول التخطيط، والنقل، والرموز، والإقليمية وغيرها.